# Stadtkirche Gemünden (Wohra)

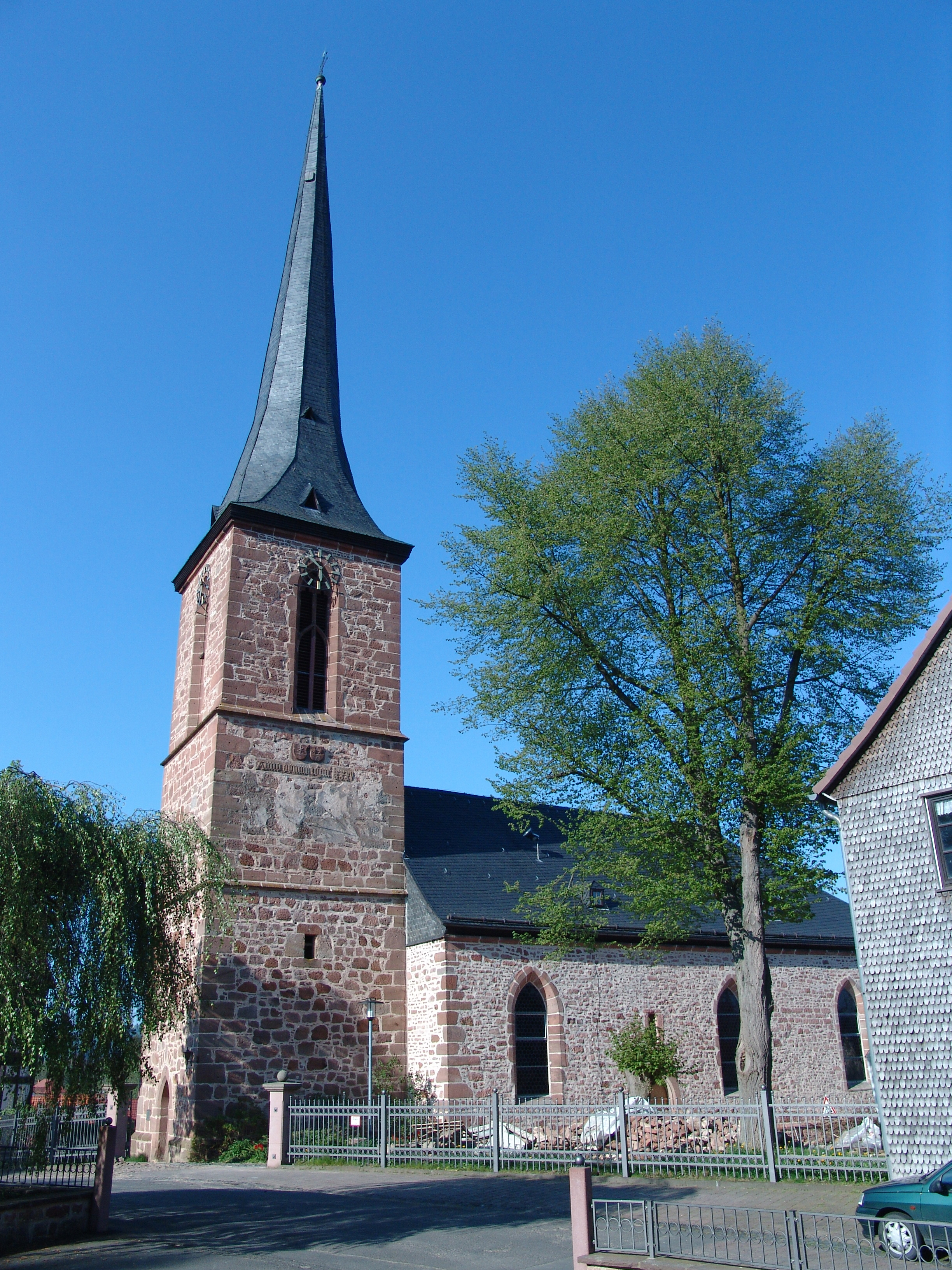
Stadtkirche Gemünden (Wohra)

Die Evangelische Stadtkirche ist ein denkmalgeschütztes Kirchengebäude in der Gemeinde Gemünden im Landkreis Waldeck-Frankenberg (Hessen). Die Kirchengemeinde gehört zum Kirchenkreis Eder im Sprengel Marburg der Evangelischen Kirche von Kurhessen-Waldeck.

## Beschreibung
Die Vorgängerkirchen reichen bis ins 8. Jahrhundert zurück. Von der 1431 begonnenen spätgotischen Hallenkirche ist nur noch der Kirchturm im Westen, der 1485 vollendet wurde, mit seinen drei Geschossen aus Bruchsteinen bis heute erhalten. Hinter den Klangarkaden in seinem obersten Geschoss befindet sich der Glockenstuhl, in dem drei Kirchenglocken hängen, die um 1300 gegossene Marienglocke, die um 1400 gegossene Christusglocke und die 1483 gegossene Johannesglocke. Außerdem beherbergt das Geschoss die Turmuhr. Bedeckt wurde der Turm mit einem achtseitigen, spitzen, schiefergedeckten Helm.
1803–1806 musste das Langhaus aufgrund von Baufälligkeit umgebaut werden. Die Seitenschiffe wurden abgebrochen und es blieb eine Saalkirche. Bei diesem Umbau wurde der Innenraum querorientiert. Der Altar und die Kanzel fanden ihren Platz in der Mitte des Langhauses. Die Orgel wurde auf die Empore im Osten gestellt. 1886 wurde der Innenraum umgestaltet. 1952/53 wurde die ursprüngliche Ostung wiederhergestellt, allerdings 2007 wieder aufgegeben. Dabei kam es zu einer Rückverlegung des Altars in die Mitte des Langhauses.
Die Orgel mit 18 Registern auf zwei Manualen und Pedal wurde 1805 von Johann Georg Oestreich gebaut und 2008 von der Förster & Nicolaus Orgelbau restauriert.